# سیارک ۶۰۴۲۳
سیارک ۶۰۴۲۳ (به انگلیسی: 60423 Chvojen، نامگذاری:2000CO39)۶۰۴۲۳مین سیارک کشف شده‌است که در ۰۴ فوریه ۲۰۰۰ کشف شد.